# Challenger ATP Club Premium Open 2005
Il Challenger ATP Club Premium Open 2005 è stato un torneo di tennis facente parte della categoria ATP Challenger Series nell'ambito dell'ATP Challenger Series 2005. Il torneo si è giocato a Quito in Ecuador dal 10 al 16 ottobre 2005 su campi in terra rossa.

## Vincitori

### Singolare
Thiago Alves ha battuto in finale  Marcos Daniel con il punteggio di 1–6, 7–6(1), 6–2

### Doppio
Hugo Armando /  Glenn Weiner hanno battuto in finale  Paul Capdeville /  Adrián García con il punteggio di 6–3, 6–1